# Estación Central de Mérida
Central de Mérida fue una estación ferroviaria situada en Mérida, Yucatán. La estación fue el punto ferrocarrilero más importante del sur de México.

## Historia

### Inicios
La estación fue inaugurada el 15 de septiembre de 1920, se ubicaba sobre la vía del antiguo ferrocarril Mérida-Progreso, se pensó en su construcción desde finales de la primera década del siglo XX. Los directivos de Ferrocarriles Unidos de Yucatán destinaron recursos económicos a partir de 1908 para construir parte del inmueble. A partir de 1914 se construyó la torre central y se planeó también la instalación del reloj.

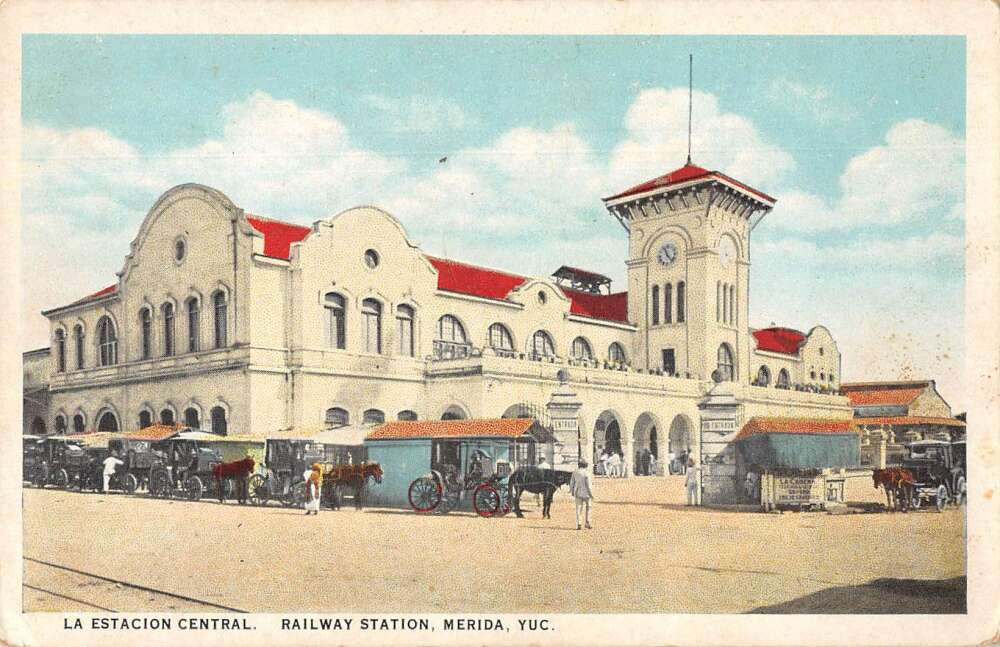
Tarjeta postal de la estación.

En 1937 empezó a haber andenes específicos para las rutas a Veracruz, Progreso, Sotuta, Tekax y Tizimín, además de un edificio compuesto en su parte frontal de mampostería, y posterior de tejas de cerámica, incluyendo las bodegas laterales.
La estructura fue sede de los servicios ferroviarios públicos hasta 1974, cuando dejó de prestar sus servicios Ferrocarriles Nacionales de México.
Desde la estación salían trenes hacia diferentes partes del país; las rutas más importantes eran la Línea Mérida-Tizimín, la Línea Mérida-San Francisco de Campeche, y la Línea Mérida-Coatzacoalcos.

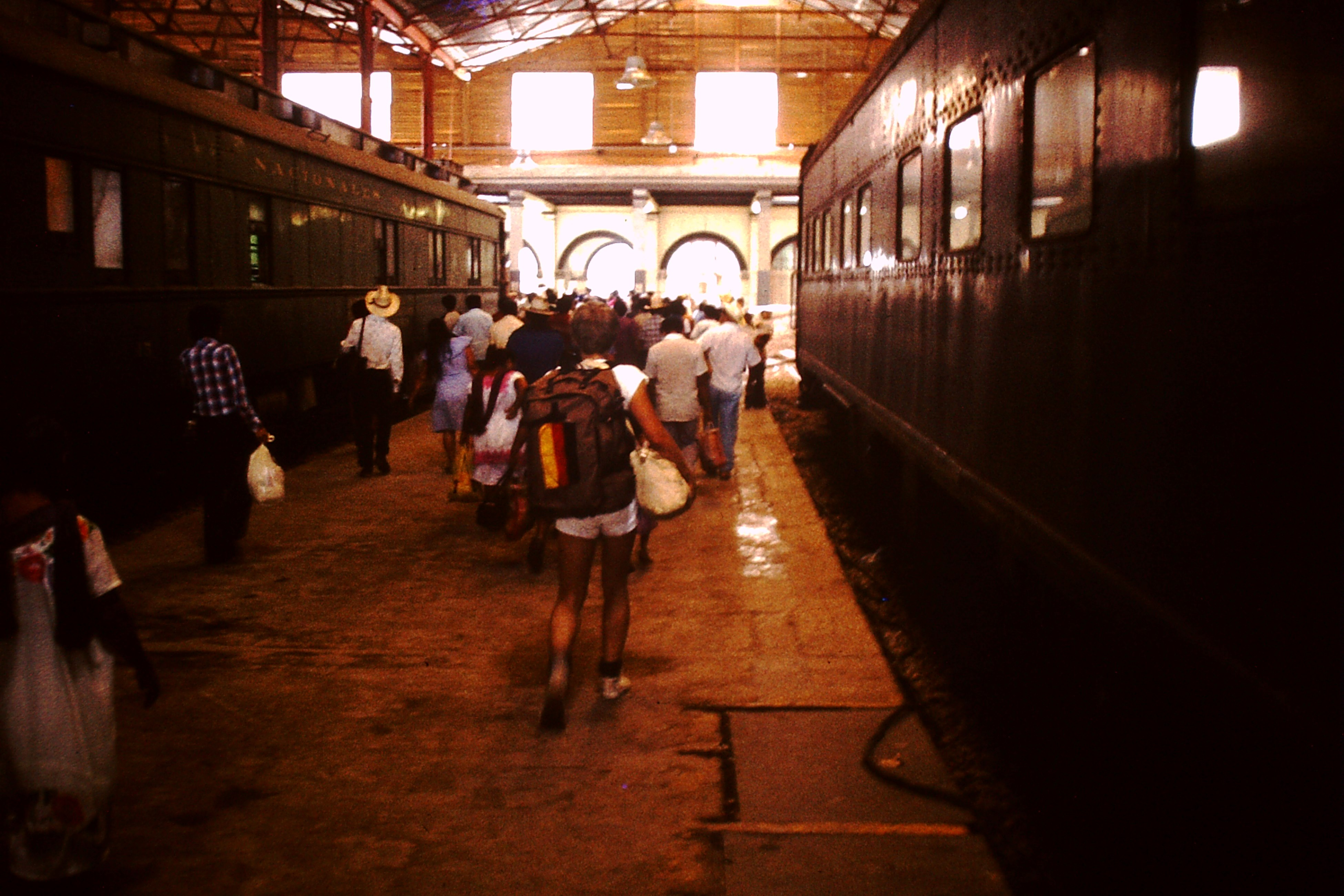
Pasajeros bajando hacia los andenes.

### Decadencia
A partir de 1980, la estación entró en un proceso de deterioro, debido a políticas del gobierno de abandonar el proceso de transformación de la paraestatal Ferrocarriles Nacionales de México, a la que pasó a pertenecer el edificio.
Ese edificio, que consta de dos plantas, dos alas de construcción central, bodegas y áreas de oficina, perdió su majestuosidad y presencia, ya que muchas de las áreas laterales fueron abandonadas y debido a un litigio sindical, la propiedad no ha sido del todo recuperada.

## Escuela Superior de Artes de Yucatán
Tras permanecer cerrada más de 18 años, en 2004 la estación tuvo un resurgimiento en su edificio central, con la determinación de ubicar en ese espacio la Escuela Superior de Artes de Yucatán, cuya dirección fue entregada a la maestra Beatriz Rodríguez Guillermo, quien en una década modificó y reestructuró sus áreas operativas para darle a este sitio una nueva presencia y actividad.